# 阪神801形電車
阪神801形電車（はんしん801がたでんしゃ）は、かつて阪神電気鉄道が保有していた鉄道車両で、当初は401形として30両が製造され、優等列車を中心に運用された。この項では本形式の改良型として20両製造された831形についても紹介する。

## 初のステップレス車
日本初のインターアーバンとして開業した阪神本線には、開通当初御影付近や神戸市内などに併用軌道区間が存在していたことから、これらの区間にある停留所での乗降に配慮して、ドアにステップを取り付けた車両を投入していた。ただ、開業当初から並走する東海道本線との競争を余儀なくされたことから、スピードアップや連結運転の開始などに務めていたほか、併用軌道区間の専用軌道化や急曲線の改良、重軌条化などを推進していた。
中でも、1920年の阪急神戸線の開業以降は、より一層の速度向上が求められたことから、全線の専用軌道化を推進していた。また、車両の面でも、従来の木造車から大正末期に登場した371形では阪神初の半鋼製車両となったが、371形までは路面区間での乗降に配慮して、両端のドア部にステップを取り付けていた。しかし、両端のドアにステップを取り付けると必然的に台車のオーバーハングが長くなり、高速走行時における乗り心地の低下といった問題を抱えていた。そこで、全線の専用軌道化を見越すとともに優等列車運用に充当することを前提にして、両端ドアのステップを省略して台車のオーバーハングを短くすることで高速走行時の乗り心地の向上を図り、より高速電車に近くなった401形を製造した。

## 概要
401（801）形と831形とでは、車体長（全長約14.3m）や側面窓配置、台車など同一の部分もあるが、601形のデザインを引き継ぐ前頭部を持つ401(801)形と、併用軌道線1形の流れを汲む前頭部となった831形とでは大きく印象が異なるように、相違点も多い形式である。この項では各形式ごとに紹介する。
また、本形式では急行向けにモーターの出力やギア比を高速向きにすることで、現在の阪神の車両につながる、急行系車両と普通系車両の区分の始まりとなった。

### 401（801）形
既述のように、1926年3月に30両が大阪鉄工所、藤永田造船所、田中車輌、川崎造船所の各社で製造された。スタイルは311形以来の側面窓配置D6D6D、前面5枚窓の車体で、601形同様初期の半鋼製車両に特徴的なリベットの多い車体であり、運転機器を正面貫通扉の左右に設けていたことから、本形式も運転士の運転姿勢がバンドのドラマーに似ていたため、601形に引き続いて「バンドマン」というあだ名を授けられた。塗装はこの頃の阪神の車両に特徴的なライトブルーであったが、601形よりさらに明るい色調で登場した。
台車及び電装品であるが、台車は川崎造船所製のボールドウィン78-25AAを履き、モーターは東洋電機製造製TDK-513Aを4基装備して、歯車比は69:22（≒3.14）とそれまでの形式に比べてモーターを高出力化してギア比を小さくすることで高速性能の向上を図った。制御装置はGEのMK型である。ブレーキは601形のSMEからAMMに変更された。また、この時期はまだ併用軌道が残っていたことから集電装置はシングルポールを搭載し、車端部に折りたたみ式の救助網及びバンドン式密着連結器を取り付けた。

### 831形
輸送力増強と3両連結運転の実施に備えて、1928年に10両が田中車輌で、翌1929年には10両が川崎車輌での計20両が製造された。側面窓配置こそ401形と同様であるが、前面を併用軌道線1形とよく似た、右側に行先方向幕、左側にエアインテークを持つ平面状3枚窓にモデルチェンジされ、このデザインが鋼体化改造で登場した1141形までの基本デザインとなった。また、運転台が従来の車体中央から左片隅に寄せられ、全ての扉にドアエンジンを装備したほか、連結側には貫通幌が常時装備されるようになった。ただし、後年の形態とは異なり、非連結側の幌は取り外していた。台車及び電装品は、制御器が再び自動加速式の芝浦製作所製RPC-51に換装され、台車が同じボールドウィン78-25AAながらも汽車製造製に代わったほかは塗色も含めて特に変更はなかった。
なお、841 - 850は屋根上の通風器の形状が変更されていることをはじめ、台車のメーカーが今度は日本車輌製造製に変更されたこと、モーターがTDK-513T、ブレーキ装置がAMM-Rに変更されるなど、先の10両からマイナーチェンジした車両として登場した。（形式図）

## 戦前の変遷
昭和初期の阪神本線では、1929年7月の御影駅周辺の高架化や1933年6月の神戸市内地下化など、残存していた併用軌道区間の専用軌道化工事を推進していた。このため、401(801)、831形とも、高速化や連結両数の増加に伴った改良を逐次行った。
まず、1928年に401 - 403の3両に対してパンタグラフの取り付け試験を行い、東洋電機製造製TDK-G形と三菱電機製S600-ABの2種類のパンタグラフをテストした。翌1929年には401形の801形への改番を実施、1931年ごろには全車ライトブルーから茶色に塗色を変更した。
1932年1月に841、842の台車を試験的に抱き合わせ式ブレーキに改造したほか、電気カプラーを取り付けた。同年7月にはパンタグラフ化を実施したが、その際、片側にまだポールを取り付けていたことから、801 - 814と841、842の奇数車は大阪側、偶数車は神戸側にパンタグラフを取り付け、815 - 830と831 - 840、843 - 850では逆に奇数車神戸側、偶数車大阪側にパンタグラフを取り付けた。同じ頃に801形の全車自動ドア化と貫通幌の取り付けを実施している。
1933年の神戸市内地下化によって新設軌道線から併用軌道区間が消滅したことから救助網及びポールを撤去、連結両数の増加に伴って非連結面にも常時貫通幌を取り付けるようになった。
401(801)、831形の両形式とも、登場当初から阪急神戸線や、少し遅れて昭和初期からフリークエントサービスの向上を図ってC10、C11形が牽引する京阪神間区間運転列車の運転を開始した東海道本線に対抗すべく、急行運用に投入された。1929年12月からは梅田駅 - 新在家駅間で3両連結運転を実施し、神戸市内地下線開通以降は3両運転を全線に拡大するとともに特急の運転を開始して、801、831の両形式は鋼体化改造を終えたばかりの1001形各形式とともに特急運用に充当され、翌1934年7月の省線電車開通や急電運転開始に伴う阪神、阪急、省線の三者が繰り広げた競争の阪神側の主力車両となった。
1936年には連結両数の増加と地下線内走行によって明瞭なアナウンスが必要となったことから全車車内放送装置を取り付けた。また、連結両数の増加に伴って、手動加速の801形と自動加速の831、851、861、881形各形式が混結されるようになったが、831形以降のRPC系制御器にリレースイッチを取り付けて併結できるようにした。しかし、その場合831形以降の車両がノッチを一段ずつ進段しないと、運転台に搭載してあるブレーカーが大きな音を立てて飛んでしまったという。

## 戦災と復興
801、831の両形式とも、戦前の阪神に在籍していた他形式同様日中戦争から太平洋戦争へと続く時代の流れに翻弄された。1943年11月に川西航空機本社工場への通勤・資材輸送路線として武庫川線武庫川 - 洲先間が開業した際には811 - 815の5両が中央ドアを境に交互に座席を撤去して、同様の座席撤去改造を受けた1121 - 1126同様同線専用車となり、主として4連で運行された。翌1944年8月に国道線との連絡のために武庫大橋まで延長された際には運転区間を同駅まで延長した。
1945年に入ると、801、831の両形式とも他形式同様の災禍を蒙ることになった。4月23日未明（午前4時ごろ）の三宮駅構内留置車両の火災においては10両が全焼、その後6月15日の尼崎空襲では車庫内において821、824、825、848の4両が半焼する被害を受けた。それ以外にも事故や故障で動けなくなる車両は続出し、終戦直後の枕崎台風では梅田駅構内と尼崎車庫が高潮で水没したことによってさらに車両状況は悪化、ついには国道線での代用輸送を余儀なくされた。しかし、その後の車両復旧は急ピッチで進み、年末の12月30日には関西私鉄のトップを切って急行運転を復活、801、831形も851、861、881の各形式とともに急行運用に投入された。ただ、この時期は普通用の1001形各形式に故障車が多かったことから、余裕のあった急行用の各形式も普通運用に充当された。
復旧の過程で、三宮駅構内における被災車は他形式の被災車同様1946年6月29日付で廃車され、車体は錆止め塗装を施されたうえで尼崎車庫の片隅に留置された。これらの車両は1948年6 - 8月にかけて川崎車輌、溝口車輌、摂津車輌の各社で復旧工事が実施されていったん制御車として車籍復活したが、この際に前面・側面とも大きく改造され、前面は851形に準じた「喫茶店」スタイルの3枚窓となったほか、側面はdD5D5D1dと、客用扉を移設して乗務員扉を設け、運転台を広く取って前後非対称の窓配置になったことにより大きく印象が変わった。これらの復旧車も1949年から1952年にかけて再電装を実施、完全に復旧した。この際、807と820のパンタグラフの位置を大阪側から神戸側に移設している。
時期は前後するが他形式同様1947年から数年間茶色と窓周りクリームイエローのツートンカラーに塗られていたほか、側面の車番表記も現在と同じ縦長ゴシックに変更された。また、武庫川線向けに座席撤去が行われていた811 - 815も1949年に座席復元改造が実施された。

## 復興から置換まで
復興なった801、831の両形式は851、861、881の各形式とともに5 - 6連で急行運用を中心に充当され、1954年の3011形に始まる大型車の投入後も、武庫川線で運用されていた811以外の全車の客用ドア部分にステップが取り付けられはしたが、基本的な運用形態に変化がなかった。また、1956年には前面左側窓上に標識灯を増設するとともに、室内灯の蛍光灯化を実施、ステップのなかった811も同年に武庫川線用の予備車の814とともに着脱式のステップを取り付けられている。
ただ、この年の9月4日に新在家駅構内で発生した元町行急行と構内入替中の電車との衝突事故において大破した817が同日付で廃車になった。翌1957年には801形のMK型手動加速制御器を1101、1111、1121の各形式から捻出されたRPC-50（801 - 820（817欠））及びPC-5（821 - 830）に換装、これで急行系全形式が自動加速制御となったことから831形の制御器をPC-H（831 - 839、841 - 843、847 - 849）及びPC-4A（840、844 - 846、850）に改造した。
その後も大型車の投入は続くが、急行用の各形式は高速域では「赤胴車」の各形式に遜色がなかったことから、「ジェットカー」と性能が懸絶してしまった普通用の各形式と異なり、この時期には武庫川線の運用を併用軌道線から転入してきた「金魚鉢」こと71形に委ねて全車本線及び西九条駅延伸前の伝法線（現在の阪神なんば線）の運用について、しばらくは急行やラッシュ時の区間急行・準急を中心に、時にはジェットカー量産車である5101形・5201形登場前にはラッシュ時の普通運用に投入されるなど、輸送力増強の一助を担っていた。
しかし、普通車の置き換えが一段落した1963年からは7801形の大量投入に伴ってこれら急行系の小型車の置き換えが開始された。同年5月には801形11両が、9月には801形14両と831形4両が廃車され、翌1964年には2、3月に831形が2両ずつ、5月に831形が5両、8月には801形の残り4両と831形が4両廃車され、9月に831形の残り3両が廃車されて両形式とも消滅した。廃車時に捻出された台車の一部は、851、861、881の各形式に換装された。

## 譲渡

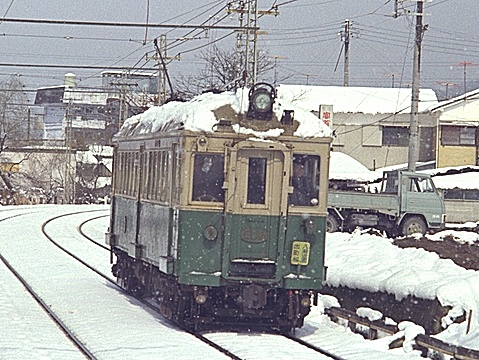
京福叡山線デナ500形

1964年に831形のうち10両は、京福電気鉄道叡山線（現・叡山電鉄）へ譲渡され、同社デナ500形となった。その後6両が1979年 - 1980年にかけて、デオ600形に更新（名目上は代替新製）され、更新されなかった4両は廃車されている。